# Hymenobacter
Hymenobacter es un género de bacterias aeróbicas Gram negativas propuesto por primera vez por Hirsch et. al. [1] con la especie tipo H. roseosalivarius. Presentan forma de bastón [2] y miden hasta 4 µm de longitud, sin embargo, H. roseosalivarius tiene la tendencia de acortarse hasta una forma cocoide en la fase de crecimiento estacionaria [3]. 

## Características
No son móviles. Las colonias son planas con un pequeño centro elevado. Se propone el nombre Hymenobacter debido a la delgada capa de bacterias en expansión observadas en la superficie del agar [4], con pigmentos de color rojo a rosa. El nitrato no es reducido [3]. Son catalasas y oxidasas positiva y no presentan capacidad hemolítica. El rango de temperatura de crecimiento es de 4-37 °C y el óptimo de 10-28 °C. Algunas cepas pueden crecer a 42 °C [2]. Todavía no se han desarrollado medios selectivos para el enriquecimiento y el aislamiento de los miembros de este género [3]. Sin embargo, se pueden cultivar en medios que contienen extracto de levadura y otros sustratos comúnmente utilizados como peptona y glucosa [3]. No se sabe nada acerca del potencial patogénico de las especies de este género y son altamente sensibles a la acción de numerosos antibióticos [2].

## Hábitat
Se ha encontrado que las especies del género Hymenobacter ocupan una amplia gama de nichos ecológicos, incluyendo aire, suelo, agua estuarina y ambientes extremos como tierras áridas, un glacial, suelos antárticos continentales y una mina de uranio [5]. Es por esto que algunos miembros de este género tienen la capacidad de sobrevivir bajo condiciones desfavorables como desecación o niveles altos de radiación [2].

## Especies
Este género contiene las siguientes especies:
- Hymenobacter roseosalivarius
- Hymenobacter actinosclerus
- Hymenobacter aerophilus
- Hymenobacter algoricola
- Hymenobacter antarcticus
- Hymenobacter arcticus
- Hymenobacter aquaticus
- Hymenobacter aquatilis
- Hymenobacter arizonensis
- Hymenobacter artigasi[3]
- Hymenobacter cavernae
- Hymenobacter chitinivorans
- Hymenobacter coalescens
- Hymenobacter coccineus
- Hymenobacter daecheongensis
- Hymenobacter daeguensis
- Hymenobacter defluvii
- Hymenobacter deserti
- Hymenobacter elongatus
- Hymenobacter fastidiosus
- Hymenobacter flocculans
- Hymenobacter frigidus
- Hymenobacter gelipurpurascens
- Hymenobacter ginsengisoli
- Hymenobacter glacialis
- Hymenobacter glaciei
- Hymenobacter glacieicola
- Hymenobacter gummosus
- Hymenobacter kanuolensis
- Hymenobacter koreensis
- Hymenobacter lapidarius
- Hymenobacter latericoloratus
- Hymenobacter luteus
- Hymenobacter marinus
- Hymenobacter metalli
- Hymenobacter monticola
- Hymenobacter mucosus
- Hymenobacter nivis
- Hymenobacter norwichensis
- Hymenobacter ocellatus
- Hymenobacter pallidus
- Hymenobacter paludis
- Hymenobacter pedocola
- Hymenobacter perfusus
- Hymenobacter psychrophilus
- Hymenobacter psychrotolerans
- Hymenobacter qilianensis
- Hymenobacter rigui
- Hymenobacter rivuli
- Hymenobacter roseosalivarius
- Hymenobacter roseus
- Hymenobacter ruber
- Hymenobacter rubidus
- Hymenobacter rubripertinctus
- Hymenobacter rufus
- Hymenobacter rutilus
- Hymenobacter saemangeumensis
- Hymenobacter sedentarius
- Hymenobacter seoulensis
- Hymenobacter soli
- Hymenobacter swuensis
- Hymenobacter tenuis
- Hymenobacter terrae
- Hymenobacter terrenus
- Hymenobacter tibetensis
- Hymenobacter wooponensis
- Hymenobacter xinjiangensis
- Hymenobacter yonginensis